# 東雲駅 (京都府)
東雲駅（しののめえき）は、京都府舞鶴市水間にある、WILLER TRAINS（京都丹後鉄道）宮津線の駅である。駅番号はM10。「宮舞線」の愛称区間に含まれている。駅の愛称は「安寿の里駅」。

## 歴史

### 年表
- 1924年（大正13年）4月12日：国有鉄道舞鶴駅（現・西舞鶴駅） - 宮津駅間開業の際に設置[1][2]。
- 1961年（昭和36年）10月1日：貨物の取り扱いを廃止[2]。
- 1970年（昭和45年）10月1日：荷物扱い廃止[2]。
- 1984年（昭和59年）2月：交換設備の使用を停止し、棒線駅化。
- 1987年（昭和62年）4月1日：国鉄分割民営化により、西日本旅客鉄道の駅となる[1][2]。
- 1990年（平成2年）
  - 1月：移管に伴い、交換設備を復活。
  - 4月1日：宮津線が北近畿タンゴ鉄道に移管され、同鉄道の駅となる[1]。
- 1994年（平成6年）3月28日：現在の駅舎が竣工する。
- 2014年（平成26年）3月：「安寿の里駅」と、愛称が設定される[5]。
- 2015年（平成27年）4月1日：WILLER TRAINSへの移管により、京都丹後鉄道宮舞線の駅となる。

### 駅名の由来
駅開設時にあった東雲村がその由来となった。

## 駅構造
相対式ホーム2面2線を持つ地上駅であり、無人駅となっている。交換設備は一時期撤去されていたが、北近畿タンゴ鉄道転換時に復活している。通常下り列車が使う1番のりば側に駅舎があり、互いのホームは宮津方の構内踏切で連絡している。
2番のりばを上下本線とした一線スルーとなっており、通過列車は上下線とも2番のりばを通過していくが、停車列車については2010年（平成22年）3月13日改正時点では、全ての営業列車が上下別でホームを使い分けている。しかし、かつては通過列車と行き違いを行う上り列車が1番のりばに入線したこともあった。
駅舎に多目的トイレ併設の男女共用水洗トイレがある。

### のりば
| のりば | 路線    | 方向 | 行先                   |
| ------ | ------- | ---- | ---------------------- |
| 1      | ■宮舞線 | 下り | 宮津・天橋立・峰山方面 |
| 2      | ■宮舞線 | 上り | 西舞鶴方面             |

- 上記の路線名は旅客案内上の名称（愛称）で表記している。

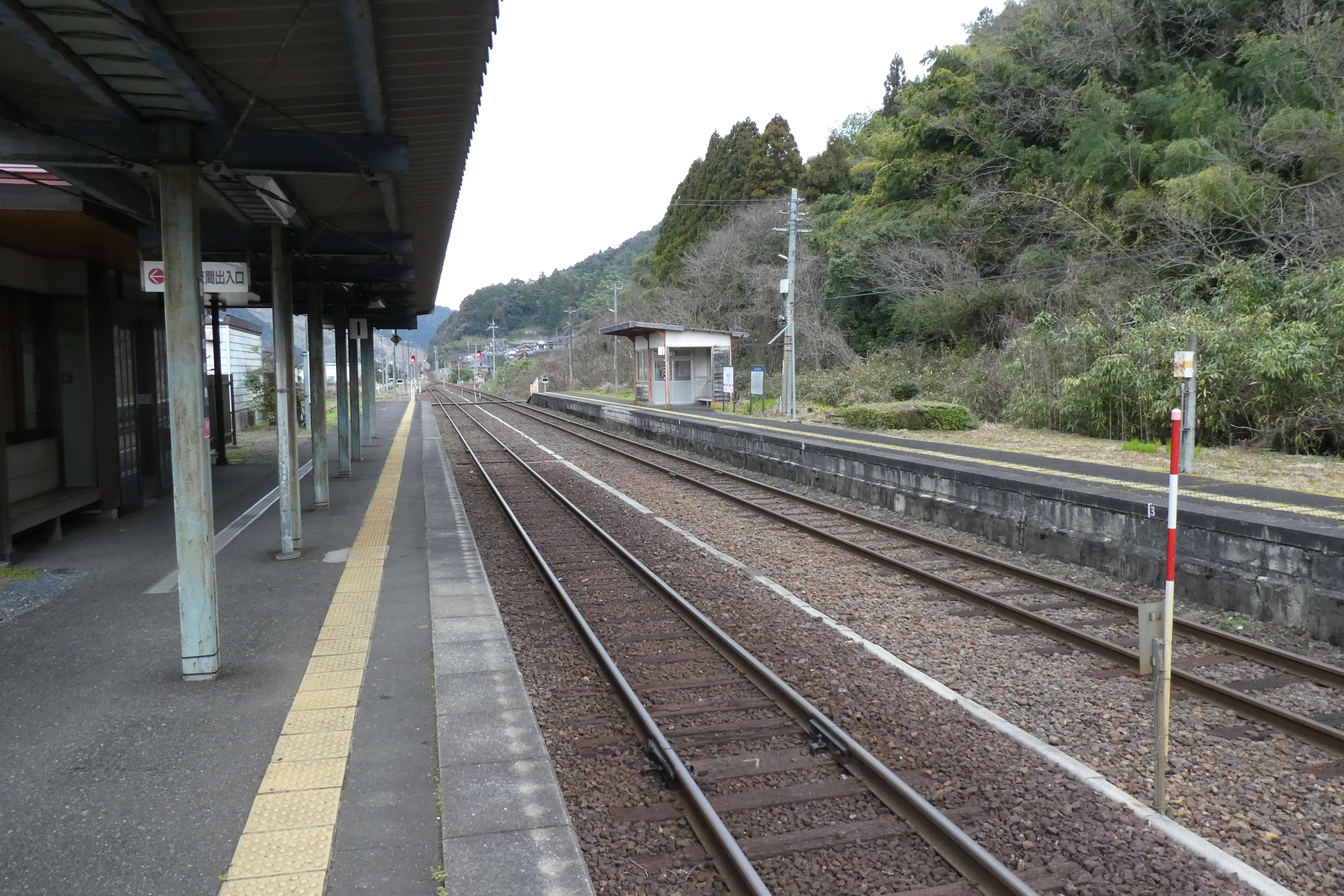
ホーム（2020年2月）
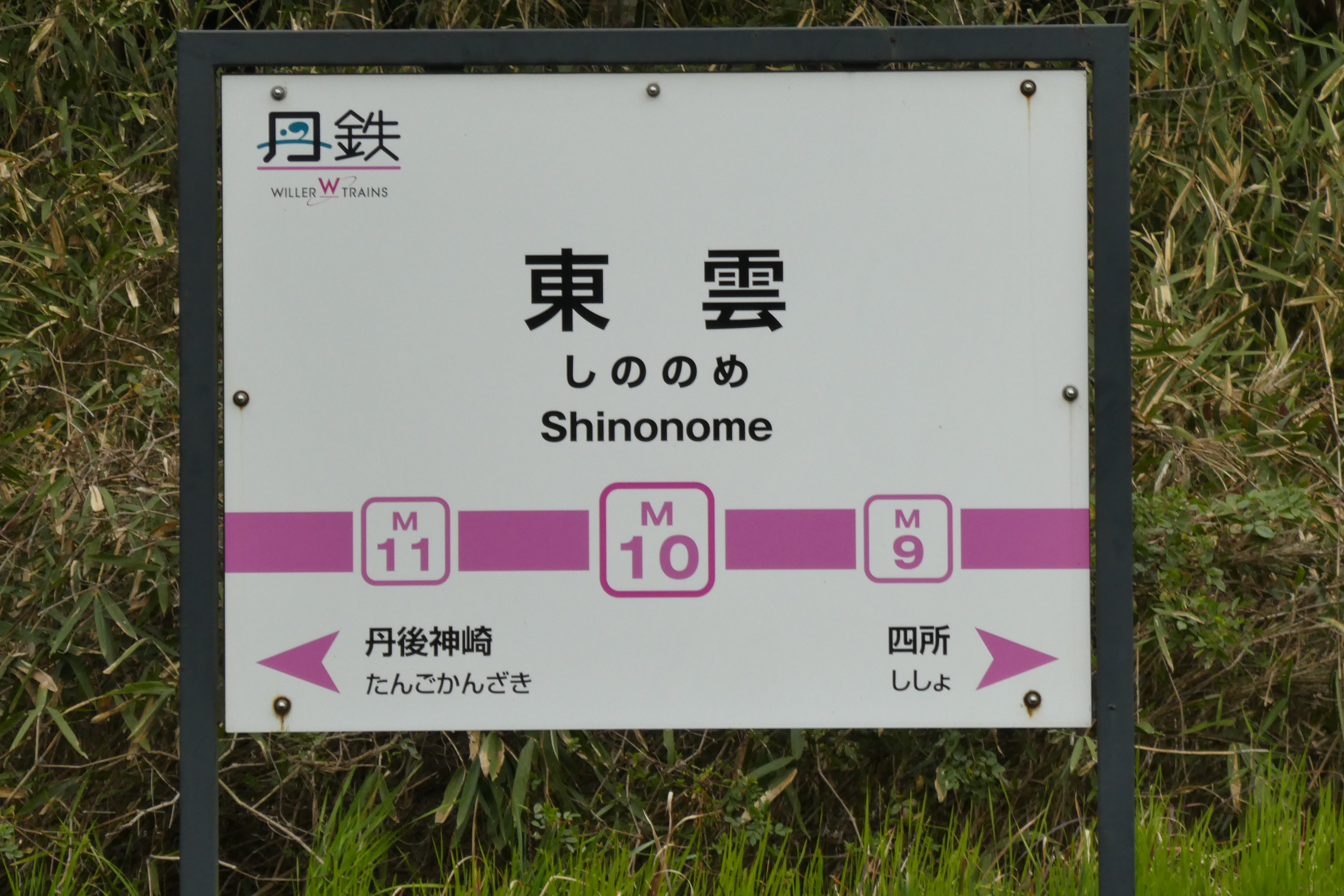
駅名標（2020年2月）

## 利用状況
1日の平均乗車人員は以下の通りである。
| 乗車人員推移 | 乗車人員推移 |
| 年度         | 1日平均人数  |
| ------------ | ------------ |
| 1999         | 104          |
| 2000         | 85           |
| 2001         | 68           |
| 2002         | 60           |
| 2003         | 55           |
| 2004         | 60           |
| 2005         | 44           |
| 2006         | 52           |
| 2007         | 44           |
| 2008         | 44           |
| 2009         | 44           |
| 2010         | 36           |
| 2011         | 19           |
| 2012         | 25           |
| 2013         | 19           |
| 2014         | 16           |
| 2015         | 14           |
| 2016         | 14           |
| 2017         | 14           |
| 2018         | 16           |
| 2019         | 14           |

## 駅周辺
西側は田園風景が広がる。駅前と京都府道571号線を結ぶ道路として京都府道569号線が通っており、京都府道571号線から少し離れた西側を由良川が流れる。国道178号はその対岸を通るが、駅付近には橋が架けられていない。東側は山に面するが、南東には集落がある。水間のケヤキ（大関ケヤキ）はこの集落内にある。
- 池田酒造[6][7]
- 大日神社
- 高倉八幡神社
- 水間のケヤキ（大関ケヤキ）[8]
- 京都府道569号東雲停車場線
- 京都府道571号西神崎上東線
- 由良川

## 隣の駅
WILLER TRAINS（京都丹後鉄道）
■宮舞線（宮津線）
快速（上りのみ運転）
通過
快速「丹後あおまつ」（下りのみ運転）・普通
四所駅 (M9) - 東雲駅 (M10) - 丹後神崎駅 (M11)